# Луїза Відал
Луїза Відал-і-Пуїг (ісп. Lluïsa Vidal i Puig; 2 квітня 1876, Барселона — 22 жовтня 1918, Барселона) — іспанська і каталонська художниця, представниця стилю модерн.

## Життя та творчість
Луїза народилася в заможній родині відомого в Барселоні дизайнера меблів, який спеціалізувався на виробах з червоного дерева, Франсіско Відала. У сім'ї було 12 дітей, дев'ять доньок і троє синів. Одна з сестер Луїзи вийшла заміж за відомого віолончеліста Пабло Касальса, інша — за філолога і письменника Мануела Монтоліу. 
Луїза отримала домашню освіту. Першим її вчителем живопису був батько, а згодом брала уроки у Хуана Гонсалеса, брата скульптора Хуліо Гонсалеса. З дитинства також займалась музикою.
Луїза Відал була єдиною в Іспанії професійною жінкою-художницею того часу, а також єдиною в своєму роді, що вивчала живопис в Парижі. До французької столиці вона приїжджає на початку червня 1901, знімає квартиру на бульварі Осман, бере уроки в приватній школі живопису, а також відвідує лекції з історії мистецтв. У Луврі вона займається копіюванням полотен відомих майстрів минулого. 
Також Луїза знайомиться з феміністським рухом і вирішує присвятити себе боротьбі за права жінок. Повернувшись через рік в Барселону, вона вступає тут в групу феміністок, а також в місцеву католицьку організацію. Низка намальованих нею портретів цього періоду зображує її друзів, жінок з цих груп, членів їх сімей.
Луїза Відал придбала і обладнала своє художнє ательє на вулиці Сальмерон (нині Великої Благодаті). Одночасно з малярством активно бере участь у політиці, проповідує пацифізм. Займається облаштуванням біженців, які потрапили в Каталонію під час Першої світової війни, працює в складі Жіночого комітету прихильників миру в Каталонії.
Перші виставки, на яких були представлені роботи Луїзи Відал, пройшли в Барселоні в 1898. Всього їх було три. На двох із них були портрети її авторства (наприклад, на IV Барселонській виставці образотворчого та індустріального мистецтва). Луїза Відал співпрацювала з різними барселонськими журналами, ілюструвала казки в журналі «Feminal». У 1910 році переходить на роботу в Інститут культури і літератури.
Луїза Відал відома в першу чергу як портретистка, працювала як олійними фарбами, так і сангіною. Писала також жанрові картини і пейзажі, сценки з народних свят. Полотна її виконані в світлих, ясних тонах, атмосфера їх легка і прозора.
Померла в Барселоні під час епідемії іспанського грипу.

## Галерея

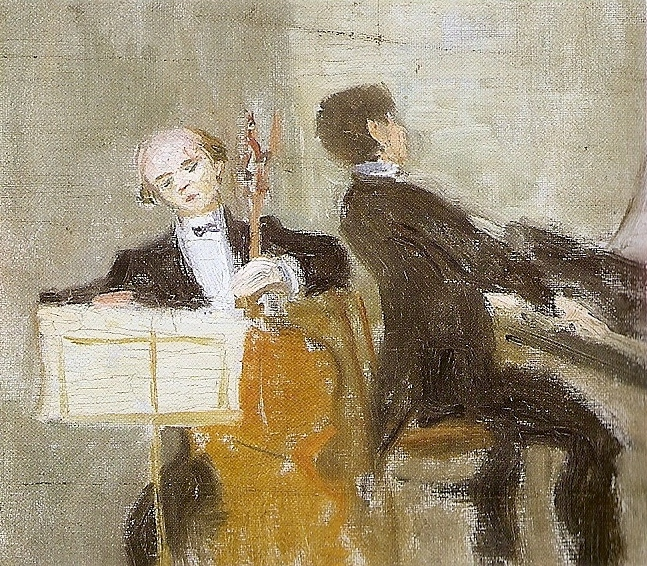
«Паоло Казальс і Енрік Гранадос» (1911—1914)
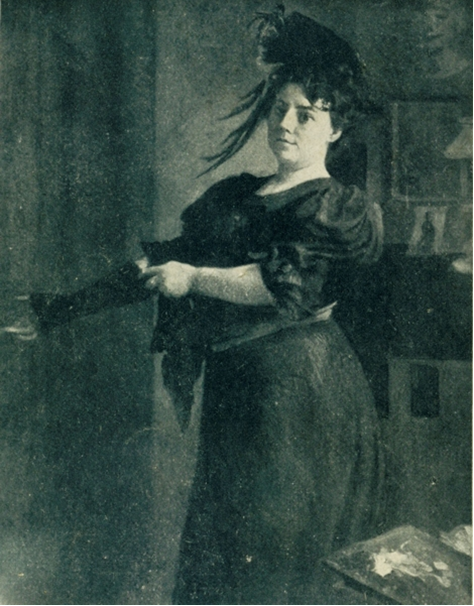
«Автопортрет в жакеті»
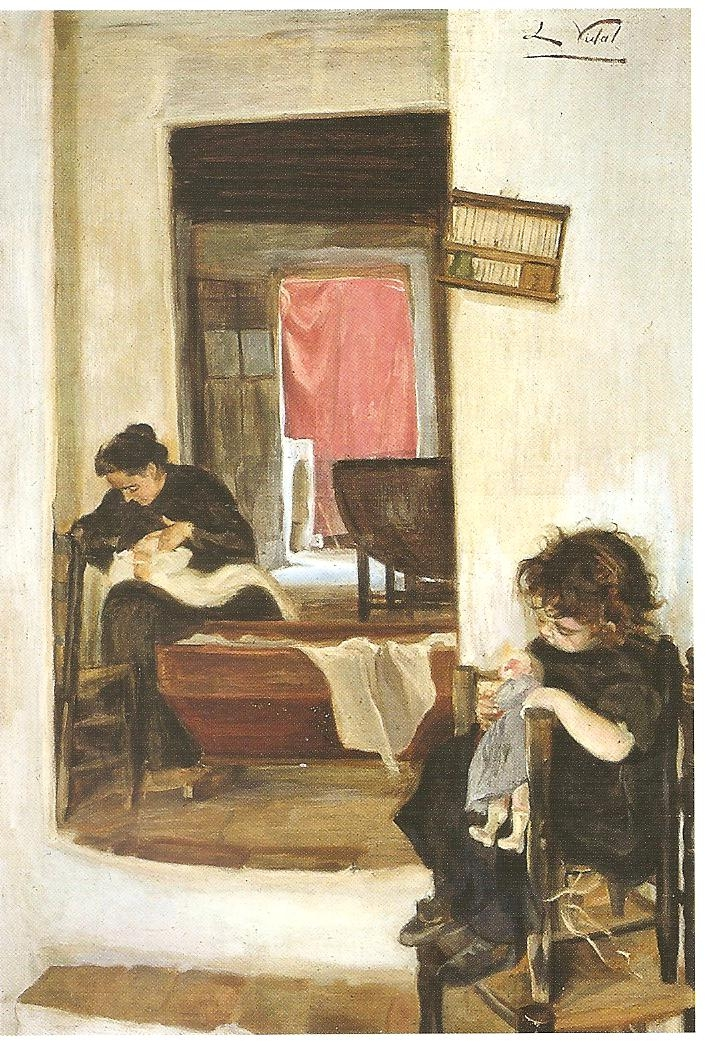
«Материнство»
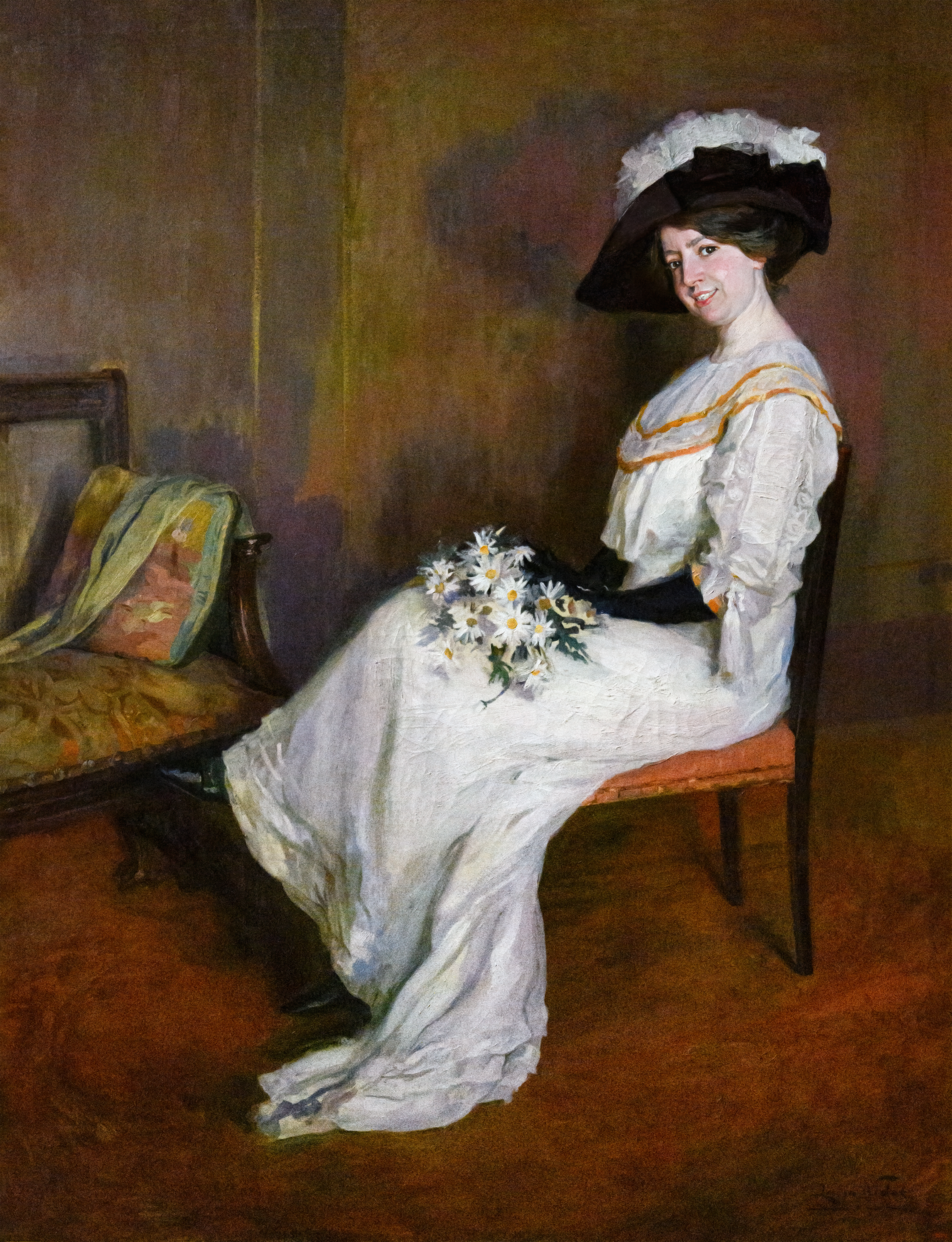
Портрет Марти Відал, сестри художниці
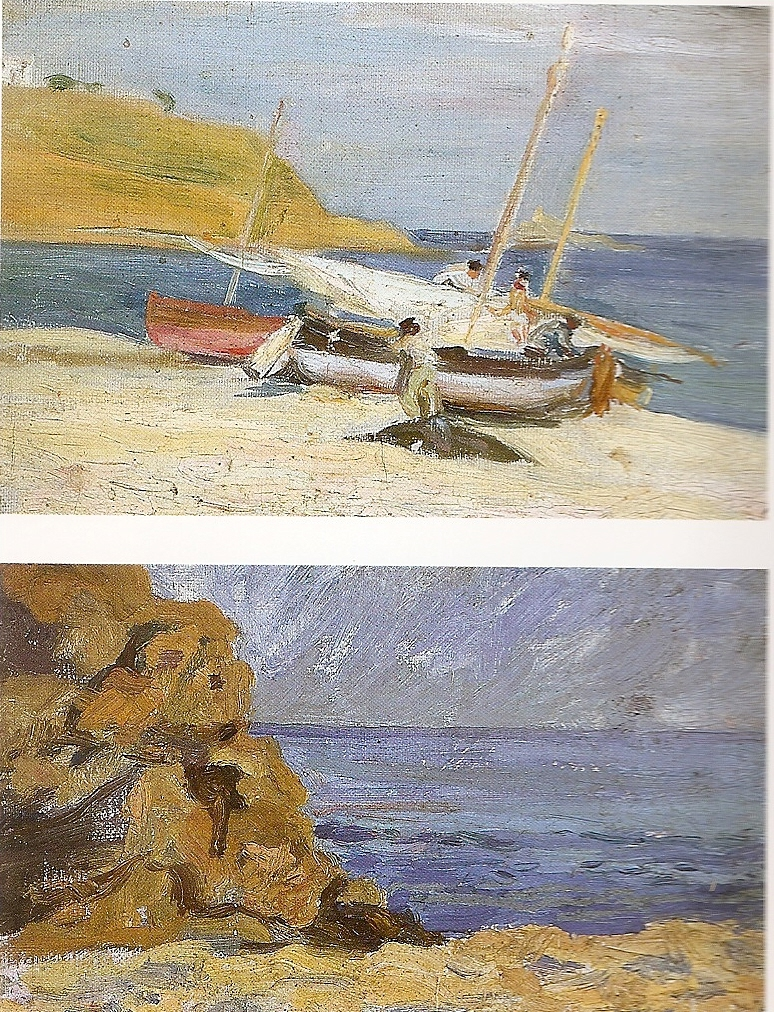
«Море» (1902—1908)
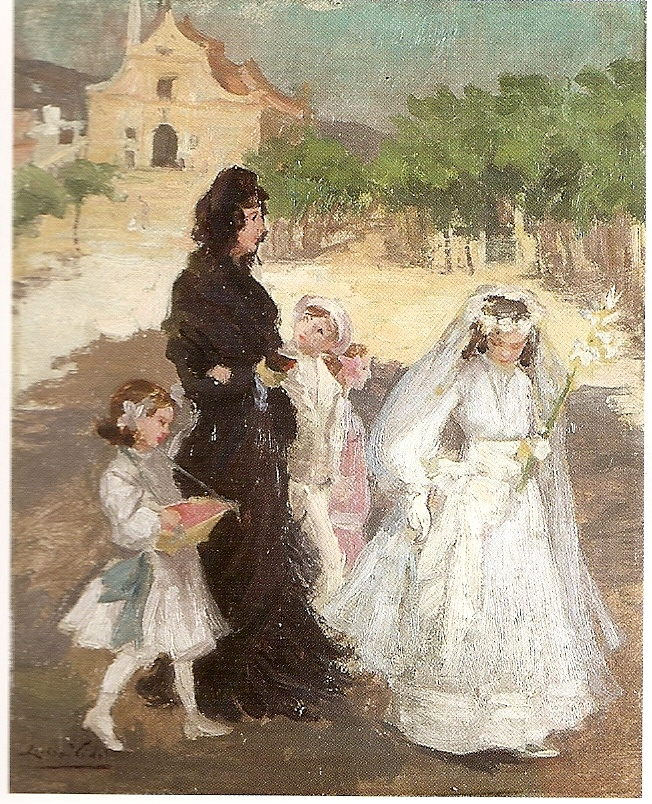
«Перше причастя» (1909)
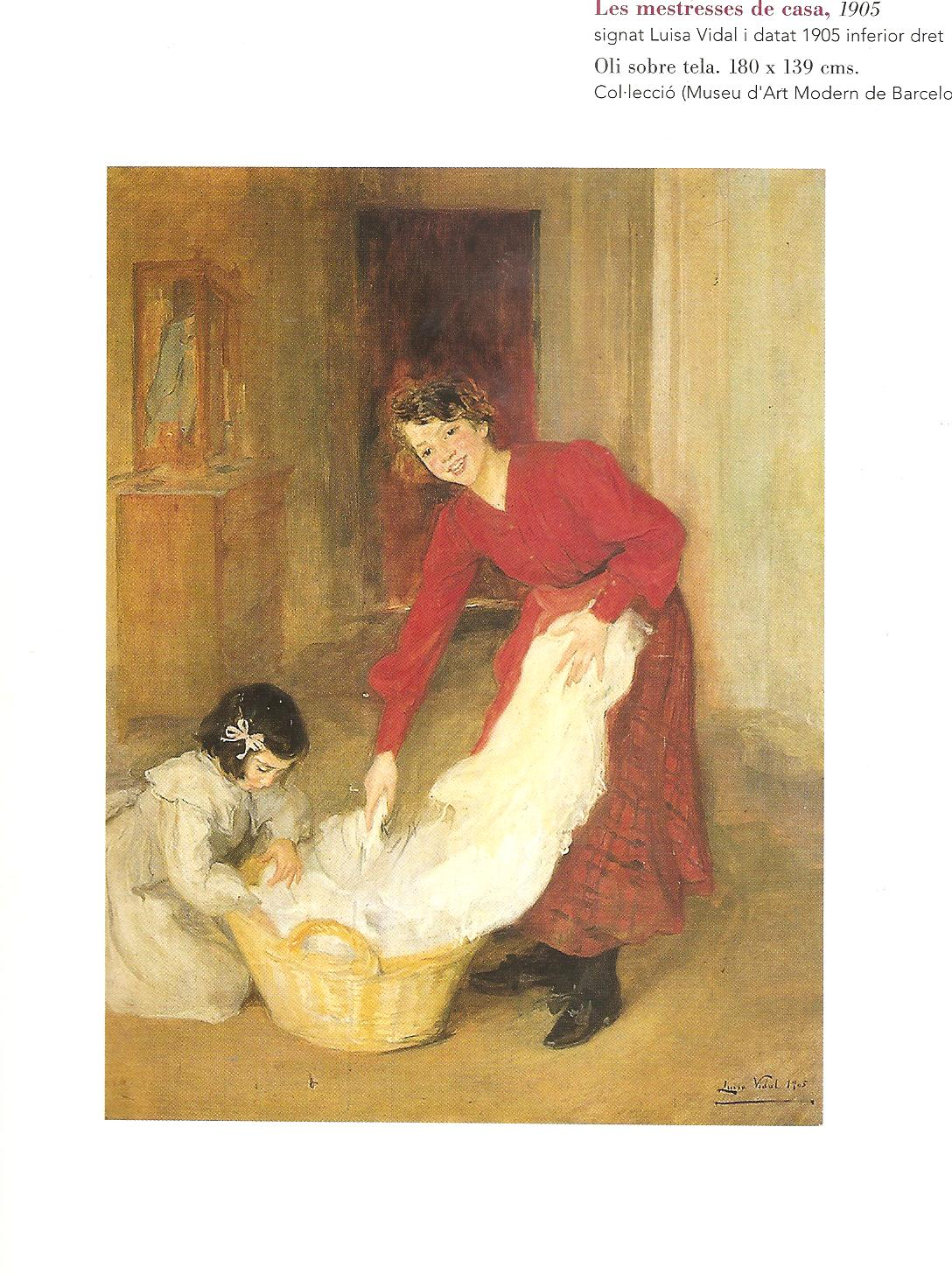
«Домогосподині» (1905)
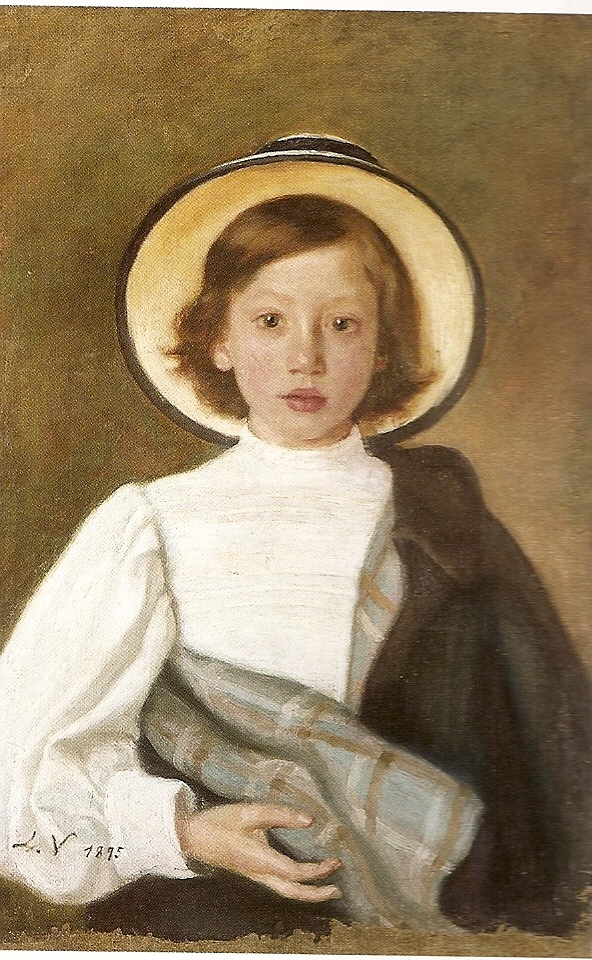
Фредерік, брат художниці (1895)
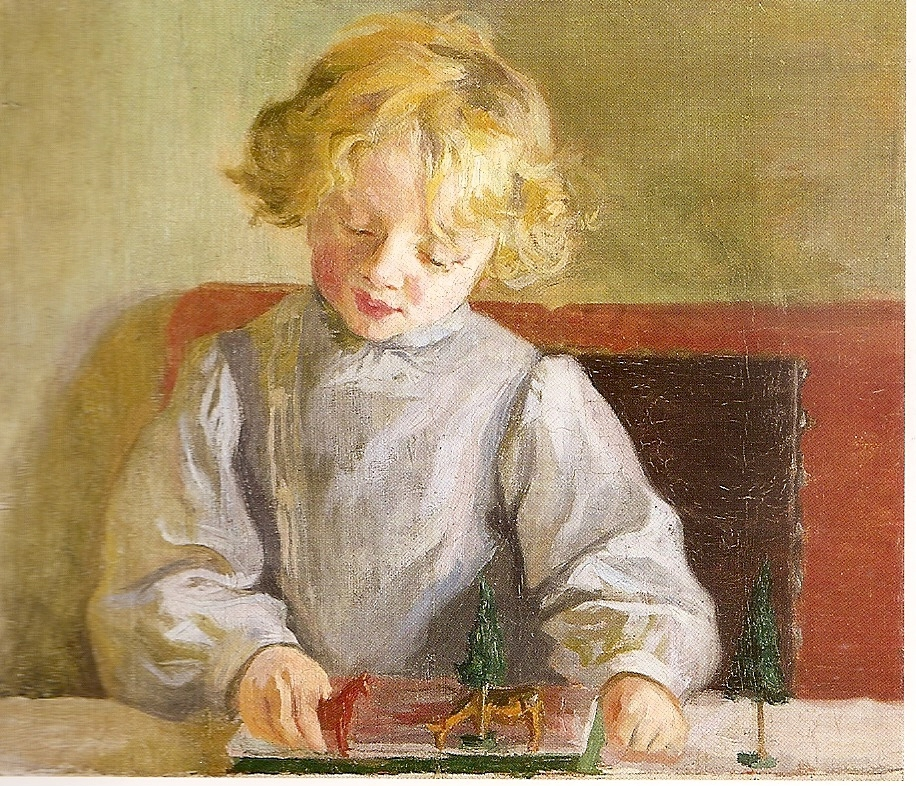
Марсель Монтоліу, племінник художниці
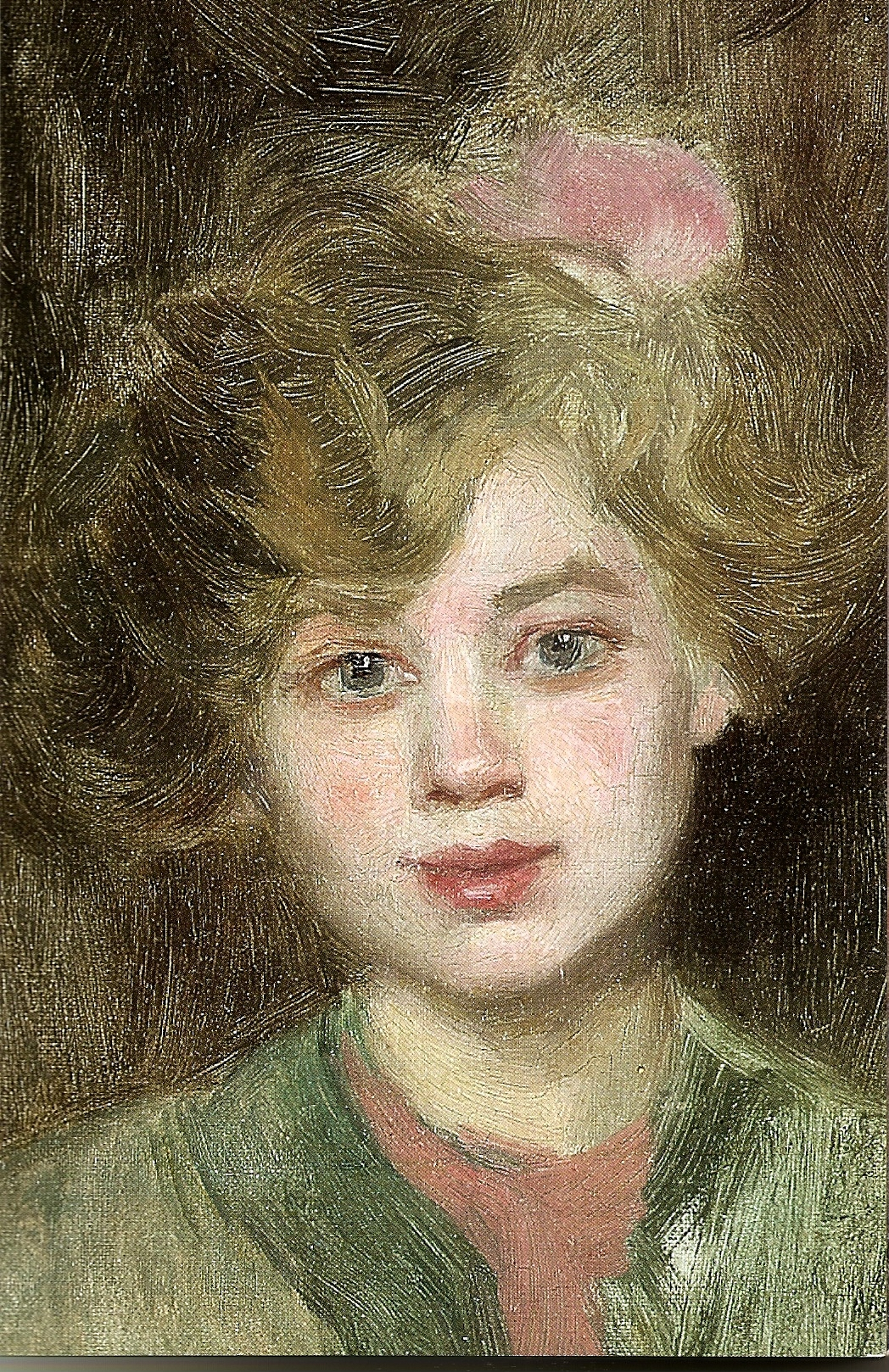
Карлота Відал (1903)
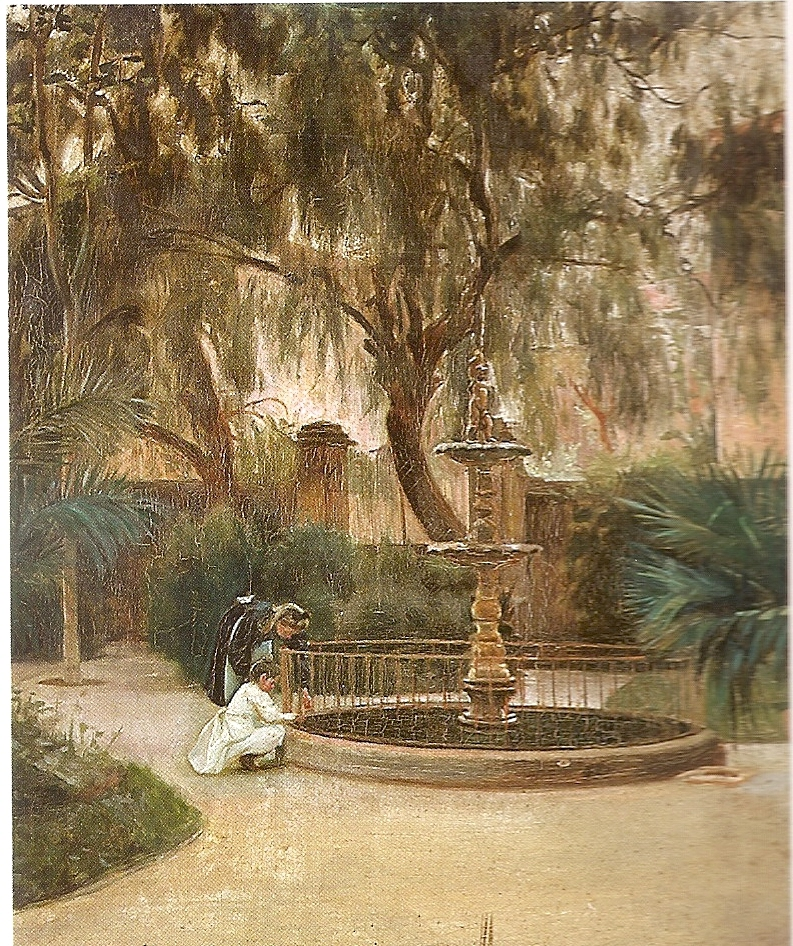
Без назви (1890—1900)